# Hans Christian Lumbye
Hans Christian Lumbye (Copenaghen, 2 maggio 1810 – Copenaghen, 20 marzo 1874) è stato un compositore e direttore d'orchestra danese.
Fra i pochi compositori danesi noti all'estero, fu autore di più di 700 opere, principalmente mazurche, polche, galop e marce. È noto come lo Strauss del Nord.

## La vita

### Formazione
Figlio di un militare, che la famiglia seguiva nei trasferimenti, fece i primi studî di violino a Randers (1816-1821). A Odense, all'età di quattordici anni, entrò a far parte della banda di un reggimento di dragoni, approfondendo nel contempo la propria formazione teorica, che lo portò ben presto a comporre le prime marce. Nel 1829 ottenne il trasferimento a Copenaghen, come trombettista dei dragoni.

### Attività a Copenaghen
Accanto all'attività bandistica, Lumbye entrò nell'orchestra dell'affermato direttore Füssel. Ebbe così occasione di comporre musica da ballo e di farsi conoscere a sua volta come direttore.
Un punto di svolta si ebbe quando un'orchestra austriaca eseguì nella capitale danese musiche di Lanner e di Strauss padre. Visto il grande successo dello stile viennese, Lumbye si ispirò alla nuova moda affermandosi come compositore.

### Tivoli
Fin dall'inaugurazione dei Giardini di Tivoli nel 1843, l'orchestra di Lumbye vi sonò in pianta stabile, mentre nei mesi invernali allietava i teatri e le feste private, o intraprendeva giri concertistici in Danimarca o nel resto d'Europa (fra il 1844 e il 1850 fu a Parigi, a Vienna, a Berlino e a San Pietroburgo).

### La famiglia e la sordità
Sposatosi nel 1832 con Georgine, Lumbye ebbe cinque figli, di cui due furono musicisti. Nel 1872 dovette ritirarsi dall'attività per l'aggravarsi della sordità di cui soffriva.